# Palazzo Birago di Borgaro
Il palazzo Birago di Borgaro è una dimora signorile di Torino. Sita in via Carlo Alberto 16, nel Centro storico della città, è oggi sede della Camera di Commercio di Torino.

## Storia

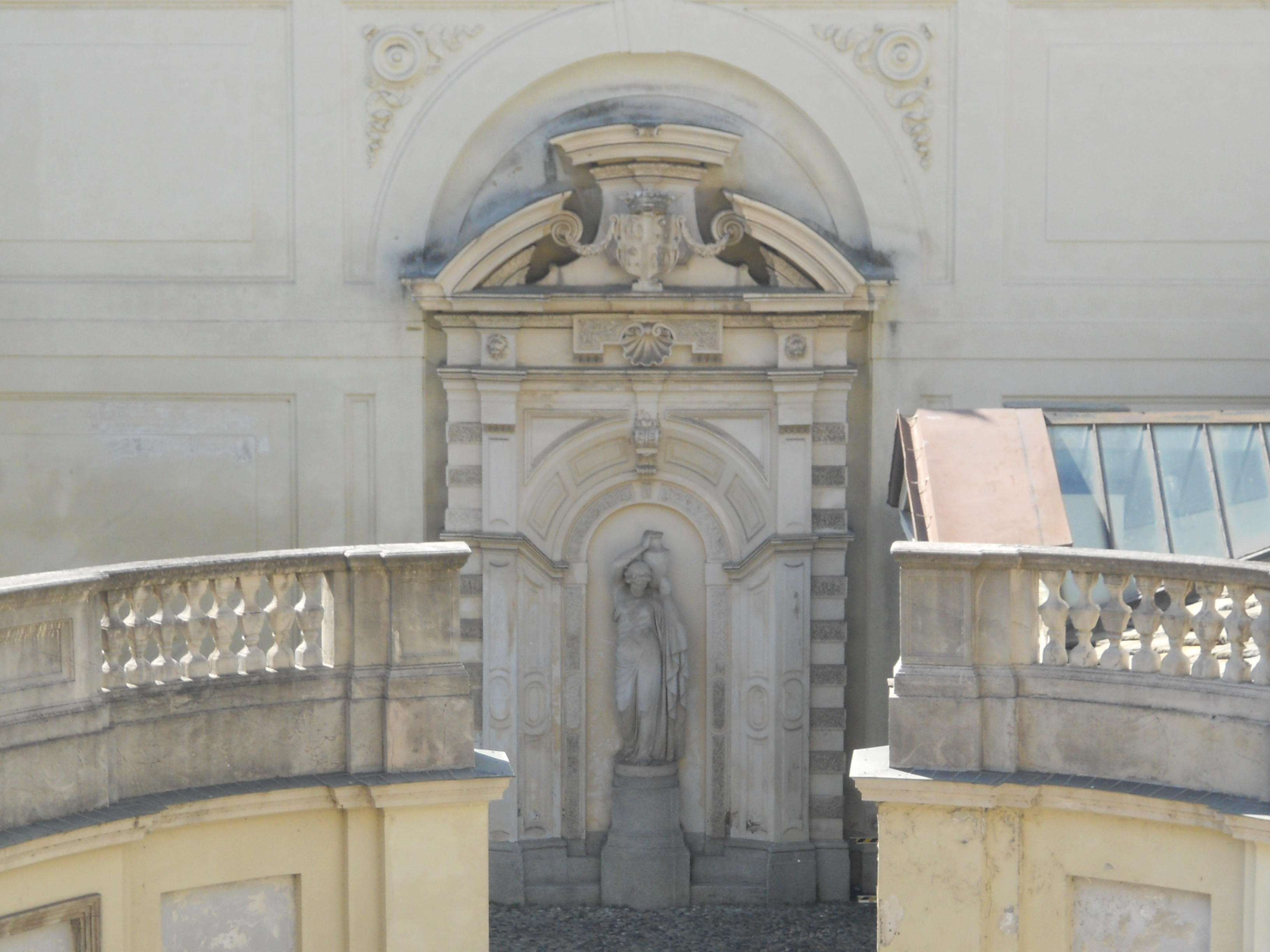
Cortile del Palazzo

Il palazzo segue le vicende della ricca e nobile casata dei Birago di Borgaro, e sorge per volere del suo più importante rappresentante, il conte Augusto Renato Birago di Borgaro. Dopo essersi distinto nella carriera militare, conquistando il titolo di Generalissimo del Regno sotto Vittorio Amedeo II di Savoia, il 13 giugno 1716 questi fece posare la prima pietra del suo palazzo in quella che oggi è via Carlo Alberto e, al tempo, era la Contrada degli Angeli: la ricchezza accumulata nel corso degli anni permise ad Augusto Renato di commissionare il lavoro addirittura a Filippo Juvarra, ormai architetto affermato, in Piemonte, e questa scelta fece divenire il suo palazzo uno dei maggiori esempi dell'arte torinese.
Augusto Renato fece della dimora juvarriana uno dei migliori salotti della città, data l'importanza che egli stava acquisendo a corte: dopo essere diventato cavaliere d'onore delle regine Anna Maria d'Orléans e di Polissena Cristina d'Assia-Rotenburg, egli ottenne il titolo di educatore degli eredi al trono.
Quando il palazzo venne ceduto alla casa dei Della Valle, nel 1858, mantenne per anni ancora il suo ruolo di importante dimora nobiliare: i nuovi proprietari arredarono gli interni con il gusto neorococò, con una vena di eclettismo ottocentesco. Quanto rimase inalterato fu l'impianto juvarriano.

## Arte

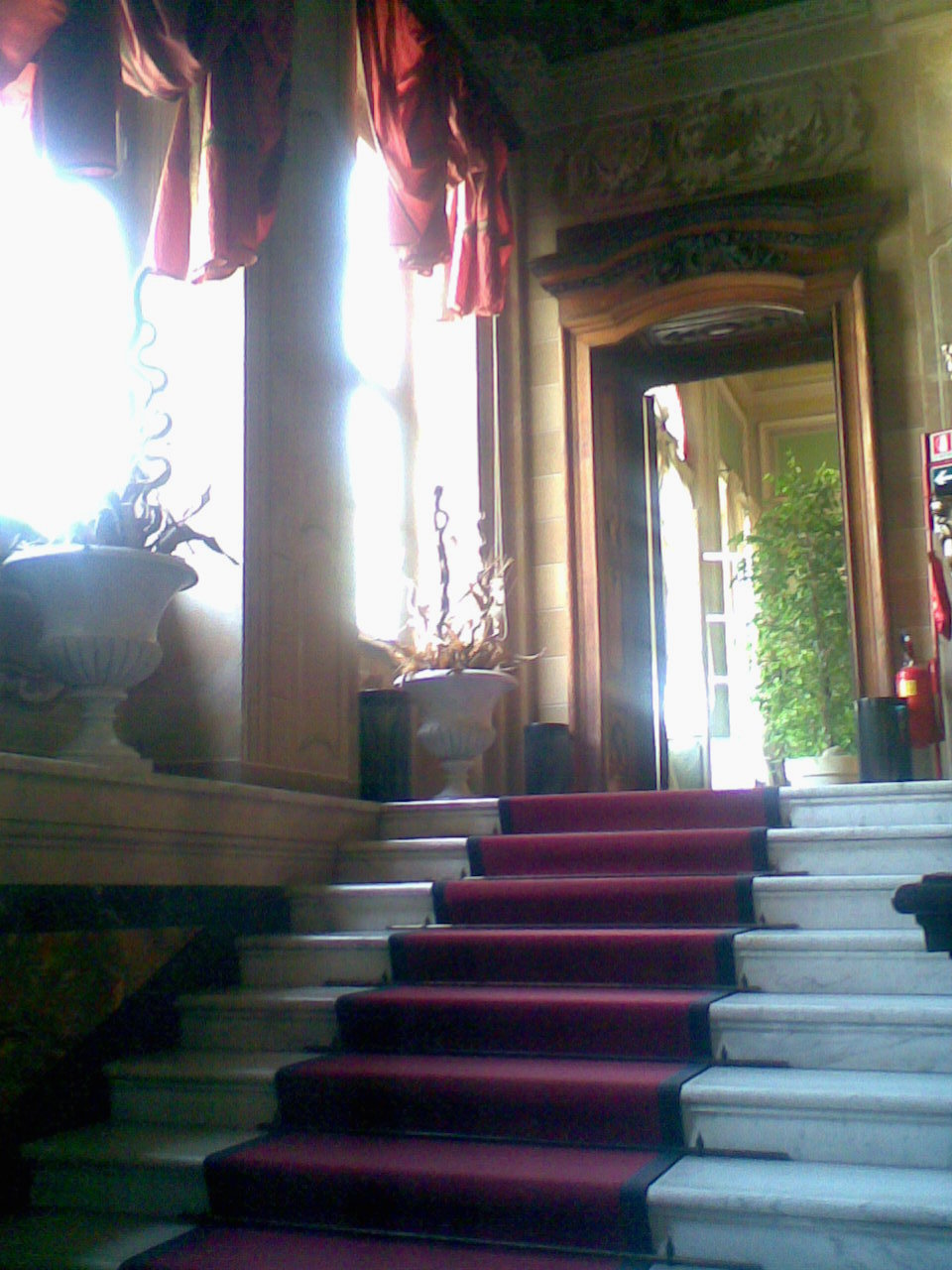
Lo scalone principale

L'architettura del palazzo, come ricorda il Milizia, è un felice caso di una firma juvarriana ad un edificio privato: l'abate messinese, tendeva a realizzare grandi opere, e dispendiose.
Accoglie il visitatore l'elegante cortile d'onore, attorno al quale si sviluppa il palazzo: ancora tutto originale (se si esclude la statua centrale), il cortile presenta la curva sinuosa datagli dallo Juvarra, quasi a simboleggiare una scenografia di teatro.
Gli interni sono profondamente influenzati dal gusto della famiglia dei della Valle: di notevole pregio è lo scalone principale, che permette l'accesso ai piani superiori, e il salone principale, con il notevole affaccio sul cortile, ove erano tenuti balli e feste.